# Trampbücher

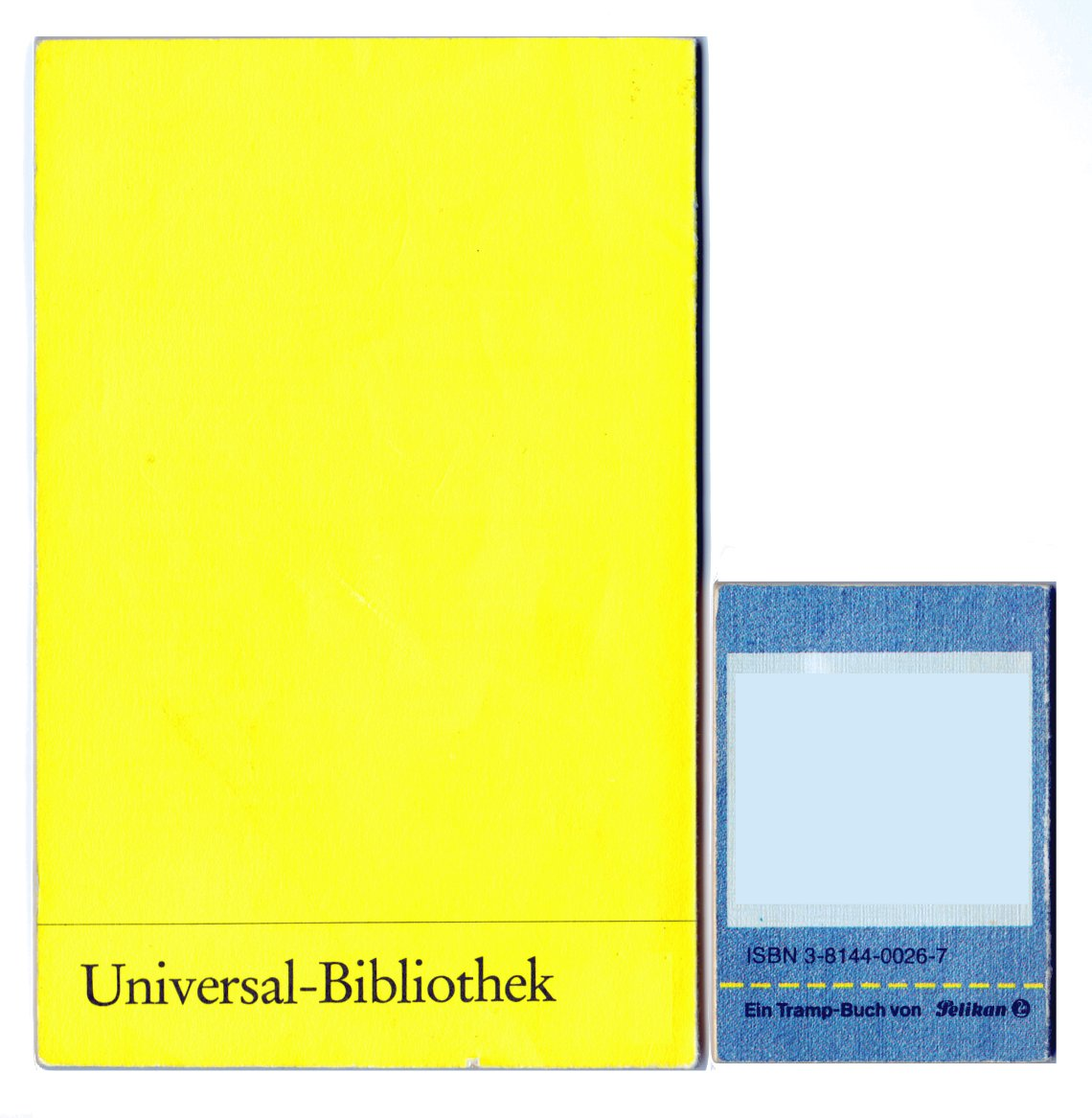
Größenvergleich eines bereits kleinen Reclam-Buchs (links) und eines Tramp-Buchs

Unter der Bezeichnung Tramp-Buch veröffentlichte der Pelikan Verlag zwischen 1978 und 1984 Taschenbücher in extrem miniaturisiertem Format:
- Breite: 4,9 cm
- Höhe: 7,0 cm,
- Dicke: im Durchschnitt 0,5 cm (etwa 100 Seiten, je nach Inhalt).

Der Verlag gab im Klappentext an, diese „Mini-Taschenbücher“ hießen Tramp, da sie in Hosentasche, Geldbörse oder Brustbeutel überallhin mitgenommen werden könnten – quasi in der Tasche des Lesers trampen würden. Der Preis der Trampbücher lag damals bei 1,00 DM, später teilweise bei 1,50 DM. Die „Pelikan Tramp Bücher“ waren Teil der Ende der 1970er bzw. Anfang der 1980er Jahre erfolgreich lancierten Mini-Serie von Pelikan, die außerdem noch zum Beispiel „Mini-Spiele“, „Mini-Puzzles“ oder Kartenspiele in dem genannten Format DIN-A8 beinhaltete.
Die Produktion der Trampbücher wurde Ende der 1980er Jahre eingestellt. Für die Einstellung der Produktion waren mehrere Gründe ausschlaggebend: unter anderem machte eine deutliche Sortimentsstraffung aufgrund des 1982 vollzogenen Vergleichs bei Pelikan die Fortführung dieses Sortimentes nicht mehr möglich. Weitere Gründe lagen jedoch auch in der Weiterentwicklung des Spielzeugmarktes, die sich darin zeigten, dass Action-Figuren oder elektronische Spielgeräte den Wettbewerb verstärkten. Zudem war der Neuheiten-Effekt des „Mini-Sortimentes“ durch diese Entwicklung und die technischen Innovationen ausgereizt und der Markt gesättigt.
Das Logo der Serie stellt einen Cowboy dar, der auf dem Boden sitzend und an einem Baumstumpf lehnend ein Tramp-Buch liest. Viele frühe Bücher waren zunächst in Jeansoptik mit geprägter Oberfläche.
Als Trampbücher wurden unter anderem veröffentlicht:
- TKKG: Abenteuer im Ferienlager von Stefan Wolf
  - (1) Der Dieb in der roten Jacke.
  - (2) Oma und die Gespenster.
  - (3) Der Drohbrief.
  - (4) Der Kampf gegen die Rocker.
  - (5) Margit zeigt, was sie kann.

(Später zusammengefasst als TKKG Buch Nr. 9)
- Tom und Locke 5 Jugendkrimis von Stefan Wolf
- Die Funkfüchse 5 Jugendkrimis von Franz Kurowski alias Rüdiger Greif
- Science-Fiction-Kurzgeschichten (mit silberner Hülle)
  - Gefahr auf dem Planet der Katzenwölfe. ISBN 3-8144-0010-0.
  - Abenteuer mit dem Raumschiff Vathor. ISBN 3-8144-0010-0.
  - Reise in die Unendlichkeit. ISBN 3-8144-0010-0.
  - Irgendwo im All. ISBN 3-8144-0010-0.
  - Traum von Morgen. ISBN 3-8144-0010-0.
  - Blick in die Zukunft. ISBN 3-8144-0016-X. (Tramp-Band 100, in gold)
  - Schmuggel in All. ISBN 3-8144-0016-X.
  - Siedler vom anderen Stern. ISBN 3-8144-0016-X.
  - 1. Auftrag im All. ISBN 3-8144-0016-X.
  - Die Zukunft wird anders. ISBN 3-8144-0016-X.
- Gruselgeschichten (mit schwarzer Hülle), unter anderem von Alfred Hitchcock
  - Geisterstimmen. ISBN 3-8144-0015-1.
  - Eine unheimliche Nacht. ISBN 3-8144-0015-1.
  - Raub auf dem Gespensterschiff. ISBN 3-8144-0015-1.
  - Gespenster auf Verbrecherjagd. ISBN 3-8144-0015-1.
  - Geheimnisvolles Spiel um Mitternacht. ISBN 3-8144-0015-1.
- diverse Pferdegeschichten
- Jugendabenteuer im Wilden Westen
- 14 Bände um die Abenteuer von Pete, geschrieben von Rolf Randall (alle ohne ISBN):
  - 1. Pete und das Nachtgespenst.
  - 2. Pete und die Feuergeister.
  - 3. Pete und die Puma-Bande.
  - 4. Pete und der verhexte Zirkus.
  - 5. Pete und der Höhlenteufel.
  - 6. Pete und der Kapuzenreiter.
  - 7. Pete und die Geisterkutsche.
  - 8. Pete und der falsche Gouverneur.
  - 9. Pete und die roten Teufel.
  - 10. Pete – Einer weiß zuviel.
  - 11. Pete – Unter falschem Verdacht.
  - 12. Pete – Wenn es 13 schlägt.
  - 13. Pete – Der große Bluff.
  - 14. Pete – Watson's Schreckensnacht.

- diverse Witzsammlungen, unter anderem von Karin Mönkemeyer
- Formeln für Mathematik und Geometrie – vom Verlag als „Spicker“ (Spickzettel) beworben
- Espana 82. ISBN 3-8144-0023-2. (zur Fußball-WM 1982)

Insgesamt erschienen mindestens 159 Tramp-Titel, zuzüglich einiger „Super-Tramp-Bücher“. Zudem gibt es weitere Bücher in fast identischem Format, z. B. die Reihe Schnelles Wissen, ebenfalls von Pelikan.